# Sun Yizhen
Sun Yizhen (xinès simplificat: 孙义桢, pinyin: Sūn Yìzhēn; Fenghua, província de Zhejiang, 1933) és un lingüísta xinés, especialitzat en la llengua castellana. Es va graduar a Universitat d'Estudis Estrangers de Beijing, fou professor de Universitat d'Estudis Internacionals de Xangai, i treballà com a traductor i expert en compilació de diccionaris a la Xina continental.

## Biografia
Sun Yizhen va nàixer el 1933 al comtat de Fenghua, província de Zhejiang. El 1955, Sun Yizhen va ser admés a la Universitat d'Estudis Estrangers de Pequín, i va estudiar espanyol amb Meng Fu i Liu Xiaopei. El 1959 es va graduar un mes abans del que li tocava, ja que tenia excel·lents notes, i es va quedar a l'escola per a ensenyar. El 1973, Sun Yizhen va treballar a la Universitat d'Estudis Internacionals de Xangai, i més tard es va convertir en el cap del Departament d'Espanyol de la Universitat d'Estudis Internacionals de Xangai.
Sun Yizhen ha estat compilant diccionaris castellà-xinés des de 1976. El 1980, dirigeix un equip de 10 persones en la creació del Nuevo diccionario chino-español. L'obra, la creació de la qual s'estimava que tardaria 10 anys en realitzar-se, fou publicada el 1999. Sun ha continuat treballant, ja retirat, en l'actualització del diccionari, així com en el Gran diccionario chino-español nueva era, publicat el 2008.